# 侯店毛筆
侯店毛笔是河北省衡水市的特产，侯店制笔业始于明朝永乐二年，盛于清代，距今已有五百多年的历史。
清朝时被定为御用毛笔，光绪皇帝曾经立碑表彰侯店的制笔业；中国前国家主席李先念为侯店提名为“笔乡”；书法家肖劳为之题“妙笔生花”；书法家孙墨佛为之题“神工鬼斧”；书法家范曾夸奖其为“文房瑰宝”。侯店毛笔曾获得中国工艺美术百花奖和天津出口免检证书。